# Channahon
Channahon è un villaggio degli Stati Uniti d'America, situato nello Stato dell'Illinois, diviso tra la contea di Grundy e la contea di Will.